# 秘神大作戦
秘神大作戦（ひめがみだいさくせん）は坂東真紅郎とエルスウェアによって製作された大正伝奇浪漫テーブルトークRPG（TRPG）。2003年にエンターブレインから書籍版にて発売された。正式なタイトルは『秘神大作戦 〜Tokyo-noir-city〜』。

## 概要
大正時代の帝都・東京を舞台に、超古代文明の秘術や遺産を管理する「国家組織帝国古代遺産管理局（帝管）」の一員となり、古代の邪神を復活させようとする秘密結社や魔人と戦う伝奇バトルもののテーブルトークRPG。
公式サイトではイメージソースとして『サクラ大戦』『帝都物語』『夢幻紳士』『ジョジョの奇妙な冒険』『インディ・ジョーンズ』『クトゥルー神話シリーズ』『少年探偵団』『翡翠境奇譚』『快傑蒸気探偵団』などが挙げられており、要するにそういうような「戦前を舞台にした伝奇アクション」のノリを楽しむゲームである。
ただし、快刀乱麻の活躍で怪人退治をするというよりも、恐怖に耐えながら怪奇に立ち向かうというホラー風味な色が強く、同時代を舞台にしているTRPG『クトゥルフの呼び声』の影響が大きい。
ゲームの製作はエルスウェアによって行われ、ゲームデザインは坂東真紅郎、監修は柳川房彦が担当している。

## システム

### キャラクターメイキング
プレイヤーキャラクター（PC）のおおまかなスタイルは職業を選ぶことで決定される。この職業がいわゆるキャラクタークラスにあたるデータになっており、職業によりPCの能力値や技能も決まる。
また、家族構成・家柄・家庭の問題など、様々な社会的な経歴をライフパスとしてロールオアチョイスで決定することができる。詳細なライフパスの存在はこのゲームの特徴になっており、デザイナーの前作である『特命転攻生』から受け継がれている要素でもある。

### 行為判定
行為判定は上方判定に属する。六面体ダイスを3つ振り、ダイスの出目の合計と能力値と技能値を足し合わせたものを「達成値」とし、その達成値が行為判定の「目標値」以上ならば判定は成功とみなされる。
ダイスの出目がゾロ目（1・1・1など）だと、達成値がどんなに低くてもその判定は成功とみなされる（いわゆるクリティカル）。しかし、1・2・3か4・5・6がでると達成値がどんなに高くてもその判定は失敗みなされる（いわゆるファンブル）。

### 秘神
PCは邪神と敵対している神々「秘神（ひめがみ）」と契約を結んでおり、それぞれ1柱ずつを、その身に憑依させている。契約を結んでいる秘神の能力や性質、性格などはライフパスの形式により決定される。
PCはこの秘神の力を借りることで様々な秘術（アーツ）を使うことができ超人的な活躍が可能になる。逆に秘神の力を借りないとPCは一般人と変わらず、ヒロイックな行動に強いリスクが伴うこととなる。
秘神の力を借りるには「神縁」といわれる一種のマジックポイントのようなものを消費する必要があるため、使いどころを見極める必要がある。

### 恐怖判定
このゲームのPCは秘神の力を借りれるとはいえ「ただの人間」である。敵である魔人や怪人たちとは違い、闇や怪奇に対しては本能的な恐れを持つ。「恐怖に耐えながら闇に立ち向かう」というのはこのゲームの強いテーマとして設定されており、それを表現するために恐怖判定というルールがある。
恐怖判定は怪物との遭遇など非現実的なおそろしい光景に出会ったときに行われる特別な行為判定であり、これに失敗するとPCは「気力」といわれるポイントを消耗する。気力が0になったときPCは完全に発狂してしまい精神的な死を迎えることになる。

## 世界設定
『秘神大作戦』の世界では、現生人類の文明が誕生する以前に、アトランティスやレムリアなどの超文明が存在しており、それらの文明は善神である「秘神」と悪神である「邪神」との戦争によって滅びたとされている。超古代文明の多くは大陸ごと海中に没したが、マホロバ文明の聖地とされた地、日本だけは文明は滅びたものの水没は免れた。そのため、日本の大地にはいまだ超古代の「邪神」たちが数多く封印されて眠りつづけており、その事を知る邪悪な魔人や秘密結社はこぞって日本を狙っている。PCたちはマホロバ文明の住人の血を引く末裔であり、古代の善神「秘神」の力を借りて、邪神を復活させようとするこれらの者たちの陰謀を阻止するために大冒険を行うことになる。
クトゥルフ神話や古史古伝をモチーフにしたトンデモな世界観ではあるが、舞台となる大正時代のディテールはかなりこだわって設定されており、帝都・東京の様子を詳細に描いたこのゲームのルールブックは一冊の読み物として楽しむこともできる。

## 職業一覧
- 学生
- 書生
- 女学生
- 私立探偵
- 新聞記者
- 文士
- 女給
- 特務将校
- 大陸浪人
- 考古学者
- 技術者
- 芸術家
- 医師
- 俳優
- 高等遊民
- 政治家
- 霊能者
- 武術家
- 革命家

## 作品一覧
- 秘神大作戦 〜Tokyo-noir-city〜
  - 基本ルールブック。2003年にエンターブレインよりB5判書籍にて発売。ISBN 978-4757713697。
- 秘神大作戦 歌う虚
  - 小説。2003年にファミ通文庫より発売（ルールブックと同時発売）。著者は木村航。ISBN 978-4757714625。